# Планинца (Брезовиця)
Планинца (словен. Planinca) — поселення в общині Брезовиця, Осреднєсловенський регіон, Словенія. Висота над рівнем моря: 563,3 м.